# Wright-Patterson Air Force Base
Wright-Patterson AFB is een vliegbasis van de United States Air Force en plaats (census-designated place) in de Amerikaanse staat Ohio, en valt bestuurlijk gezien onder Greene County en Montgomery County.
De vliegbasis omvat zowel Wright als Patterson Fields, die oorspronkelijk Wilbur Wright Field en Fairfield Aviation General Supply Depot waren. Patterson Field ligt ongeveer 16 kilometer ten noordoosten van Dayton, Wright Field ligt ongeveer 8 kilometer ten noordoosten van Dayton.
De gasteenheid op Wright-Patterson AFB is de 88th Air Base Wing (88 ABW), toegewezen aan het Air Force Life Cycle Management Center en Air Force Materiel Command. De 88 ABW exploiteert het vliegveld, onderhoudt alle infrastructuur en biedt beveiliging, communicatie, medisch, juridisch, personeel, contracten, financiën, transport, luchtverkeersleiding, weersvoorspellingen, public affairs, recreatie en aalmoezeniersdiensten voor meer dan 60 geassocieerde eenheden. 
Het National Air and Space Intelligence Center (NASIC) van de luchtmacht en het National Space Intelligence Center (NSIC) van de Space Force zijn ook op de basis gelegerd en zijn de belangrijkste organisaties van de inlichtingengemeenschap voor strategische analyse van lucht- en ruimtedreigingen. "Wright-Patt" (zoals de basis in de volksmond wordt genoemd) is ook de locatie van een groot USAF Medical Center (ziekenhuis) en het Air Force Institute of Technology.

## Demografie
Bij de volkstelling in 2000 werd het aantal inwoners vastgesteld op 6656.

## Luchtvaartmuseum
Bij de basis ligt het National Museum of the United States Air Force. Tot 2004 stond het museum bekend als de United States Air Force Museum. De collectie bestaat uit meer dan 360 vliegtuigen en raketten vanaf het prille begin van de luchtvaart. Naast vliegtuigen die daadwerkelijk in productie zijn geweest heeft het ook een verzameling experimentele vliegtuigen en toestellen die door Amerikaanse presidenten zijn gebruikt. Per jaar trekt het museum meer dan 1 miljoen bezoekers. 

## Geografie
Volgens het United States Census Bureau beslaat de plaats een oppervlakte van
30,5 km², waarvan 30,3 km² land en 0,2 km² water.

## Plaatsen in de nabije omgeving
De onderstaande figuur toont nabijgelegen plaatsen in een straal van 12 km rond Wright-Patterson AFB.

## Project Blue Book en Hangar 18
Wright-Patterson AFB is bekend onder degenen die betrokken zijn bij ufo-complottheorieën als de thuisbasis van Project Blue Book en vanwege het verband met het Roswellincident in juli 1947. Sommigen geloven dat Hangar 18, toegewezen aan de Foreign Technology Division van de luchtmacht in Wright-Pattersonn het wrak van een gecrashte ufo verborgen hield.

## Trivia
In november 1995 vonden hier onderhandelingen plaats die later zouden leiden tot het Verdrag van Dayton, dat een einde maakte aan de Bosnische Oorlog.